# Quick Lane Bowl
El Quick Lane Bowl es un bowl de fútbol americano universitario certificado por la NCAA que se juega anualmente en el Ford Field de la ciudad de Detroit desde 2014 y en el se enfrentan un equipo del Big Ten Conference ante un oponente del Atlantic Coast Conference o del Mid-American Conference si no hay otro equipo elegible.

## Historia
Desde 2002 el Ford Field fue sede del Motor City Bowl, que más tarde pasó a ser el Little Caesars Pizza Bowl por razones de patrocinio; un bowl en el que se enfrentaban el octavo lugar del Big Ten Conference contra el campeón de la Mid-American Conference (MAC), que en 1997 se jugó en el Pontiac Silverdome. En mayo de 2013 ESPN reportó que los Detroit Lions planeban organizar un nuevo bowl del Big Ten en el Ford Field ante un rival de la Atlantic Coast Conference (ACC). El comisionado del Big Ten Jim Delany expresó el deseo de volver a colocar un bowl para su conferencia a partir de 2014 para "refrescar la conferencia". En agosto de 2013 los Lions oficialmente confirmaron el nuevo bowl, el cual todavía no tenía nombre, para iniciar en diciembre de 2014. El equipo hizo un acuerdo de seis años con el Big Ten y la ACC para enviar equipos al bowl.
El anuncio del bowl de los Lions hizo que el Little Caesars Pizza Bowl perdiera su sede del Ford Field, debido al hecho de que el Little Caesars Pizza Bowl tenía un perfil bajo. El presidente de los Detroit Lions Tom Lewand dijo que había "muy pocos" mercados que quisieran apoyar dos bowls. Los organizadores abrieron la posibilidad de mover el Little Caesars Pizza Bowl al Comerica Park, sede de los Detroit Tigers para 2014 como un partido al aire libre. El Comerica Park, los Tigers, y el patrocinador Little Caesars todos propiedad de Ilitch Holdings. Sin embargo, esos planes nunca prosperaron.
En agosto de 2014 los Lions anunciaron que la Ford Motor Company adquirió los derechos de patrocinar el nuevo bowl de Detroit, actualmente conocido como Quick Lane Bowl, nombre de la tienda de autopartes Quick Lane. Eso fue confirmado en la edición inaugural del Quick Lane Bowl que tomó la fecha del tradicional Little Caesars Pizza Bowl del 26 de diciembre, y televisado por ESPN. El cofundador del Motor City Bowl Ken Hoffman confirmó que "no habría Pizza Bowl en 2014. Tal vez se pueda realizar en el futuro", implicando que el Little Caesars Pizza Bowl fue cancelado indefinidamente; En diciembre de 2013 probablemente se jugó la última edición del Little Caesars Pizza Bowl.
En octubre del 2014 el Quick Lane Bowl anunció una opción alternativa con la MAC. La edición inaugural del Quick Lane Bowl, jugado en diciembre de 2014, enfrentó a Rutgers del Big Ten ante North Carolina de la ACC. En las primeras seis edición del bown enfrentaron a cinco equipos de la ACC, cuatro del Big Ten y tres del MAC.

## Resultados
| Año  | Campeón          | Campeón   | Finalista         | Finalista | Asistencia |
| ---- | ---------------- | --------- | ----------------- | --------- | ---------- |
| 2014 | Rutgers          | 40        | North Carolina    | 21        | 23 876     |
| 2015 | Minnesota        | 21        | Central Michigan  | 14        | 34 217     |
| 2016 | Boston College   | 36        | Maryland          | 30        | 19 117     |
| 2017 | Duke             | 36        | Northern Illinois | 14        | 20 211     |
| 2018 | Minnesota        | 34        | Georgia Tech      | 10        | 27 228     |
| 2019 | Pittsburgh       | 34        | Eastern Michigan  | 30        | 34 765     |
| 2020 | Cancelado        | Cancelado | Cancelado         | —         | [ 8 ]      |
| 2021 | Western Michigan | 52        | Nevada            | 24        | 22 321     |

- Fuente:[9]

## Participaciones

### Por Equipo
| # | Equipo    | Apariciones | Record |
| - | --------- | ----------- | ------ |
| 1 | Minnesota | 2           | 2–0    |

Equipos con una sola aparición
- Ganaron (5): Boston College, Duke, Pittsburgh, Rutgers, Western Michigan
- Perdieron (7): Central Michigan, Eastern Michigan, Georgia Tech, Maryland, Nevada, North Carolina, Northern Illinois

### Por Conferencia
| Conferencia   | Record | Record | Record | Record           | Apariciones      | Apariciones |
| Conferencia   | J      | G      | P      | Ganados          | Perdidos         |             |
| ------------- | ------ | ------ | ------ | ---------------- | ---------------- | ----------- |
| ACC           | 5      | 3      | 2      | 2016, 2017, 2019 | 2014, 2018       |             |
| Big Ten       | 4      | 3      | 1      | 2014, 2015, 2018 | 2016             |             |
| MAC           | 4      | 1      | 3      | 2021             | 2015, 2017, 2019 |             |
| Mountain West | 1      | 0      | 1      |                  | 2021             |             |

## Jugador Más Valioso

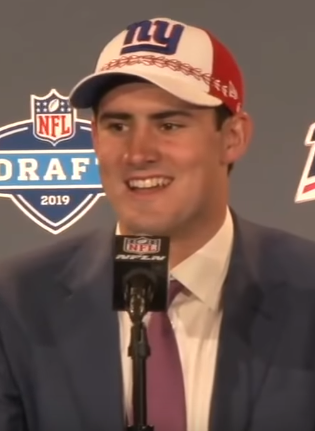
El MVP de 2017 Daniel Jones

| Año  | MVP             | Equipo           | Posición | Ref.   |
| ---- | --------------- | ---------------- | -------- | ------ |
| 2014 | Josh Hicks      | Rutgers          | RB       | [ 10 ] |
| 2015 | Mitch Leidner   | Minnesota        | QB       | [ 11 ] |
| 2016 | Línea Defensiva | Boston College   | DL       | [ 12 ] |
| 2017 | Daniel Jones    | Duke             | QB       | [ 13 ] |
| 2018 | Mohamed Ibrahim | Minnesota        | RB       | [ 14 ] |
| 2019 | Kenny Pickett   | Pittsburgh       | QB       |        |
| 2021 | Sean Tyler      | Western Michigan | RB       |        |

## Récords
| #                                  | Record, Equipo vs. Rival                                                                                  | Año            |
| ---------------------------------- | --- | -------------- |
| Más Puntos Anotados                | 52, Western Michigan vs. Nevada                                                                           | 2021           |
| Más Puntos Anotados (perdedor)     | 30, compartido con: Maryland vs. Boston College Eastern Michigan vs. Pittsburgh                           | 2016 2019      |
| Más Puntos en Conjunto             | 76, Western Michigan vs. Nevada                                                                           | 2021           |
| Menos Puntos Anotados              | 10, Minnesota vs. Georgia Tech                                                                            | 2018           |
| Mayor victoria                     | 28, Western Michigan vs. Nevada                                                                           | 2021           |
| Yardas Totales                     | 524, Rutgers vs. North Carolina                                                                           | 2014           |
| Yardas Terrestres                  | 352, Western Michigan vs. Nevada                                                                          | 2021           |
| Yardas Aéreas                      | 361, Pittsburgh vs. Eastern Michigan                                                                      | 2019           |
| First downs                        | 27, compartido con: North Carolina vs. Rutgers Duke vs. Northern Illinois Eastern Michigan vs. Pittsburgh | 2014 2017 2019 |
| Menos Yardas Permitidas            | 242, Nevada vs. Western Michigan                                                                          | 2021           |
| Menos Yardas Terrestres Permitidas | 65, Duke vs. Northern Illinois                                                                            | 2017           |
| Menos Yardas Aéreas Permitidas     | 77, Minnesota vs. Georgia Tech                                                                            | 2018           |
| Individual                         | Record, Nombre, Equipo                                                                                    | Año            |
| Yardas Totales                     | 281, Sean Tyler (Western Michigan)                                                                        | 2021           |
| Touchdowns Totales                 | 2, más reciente: Jaxson Kincaide (Western Michigan)                                                       | 2021           |
| Yardas Terrestres                  | 224, Mohamed Ibrahim (Minnesota)                                                                          | 2018           |
| Touchdowns Terrestres              | 2, más reciente: Jaxson Kincaide (Western Michigan)                                                       | 2021           |
| Yardas Aéreas                      | 361, Kenny Pickett (Pittsburgh)                                                                           | 2019           |
| Pases de Touchdown                 | 3, Kenny Pickett (Pittsburgh)                                                                             | 2019           |
| Yardas por Recepción               | 165, Maurice Ffrench (Pittsburgh)                                                                         | 2019           |
| Recepciones de Touchdown           | 2, Tyler Johnson (Minnesota)                                                                              | 2018           |
| Tackleadas                         | 14, Lorenzo Waters (Rutgers)                                                                              | 2014           |
| Capturas                           | 2, most recently: Phil Campbell (Pittsburgh)                                                              | 2019           |
| Intercepciones                     | 1, por varios jugadores                                                                                   |                |
| Jugadas Largas                     | Record, Nombre, Equipo                                                                                    | Año            |
| Touchdown Terrestre                | 62 yds., Ty Johnson (Maryland)                                                                            | 2016           |
| Pase de Touchdown                  | 96 yds., Kenny Pickett a Maurice Ffrench (Pittsburgh)                                                     | 2019           |
| Regreso de Kickoff                 | 100 yds., Sean Tyler (Western Michigan)                                                                   | 2021           |
| Regreso de Despeje                 | 14 yds., KiAnte Hardin (Minnesota)                                                                        | 2015           |
| Regreso de Intercepción            | 30 yds., Darnell Savage (Maryland)                                                                        | 2016           |
| Regreso de Fumble                  | 7 yds., Truman Gutapfel (Boston College)                                                                  | 2016           |
| Despeje                            | 59 yds., Julian Diaz (Nevada)                                                                             | 2021           |
| Gol de Campo                       | 51 yds., Alex Kessman (Pittsburgh)                                                                        | 2019           |